# Rinorea camptoneura
Rinorea camptoneura là một loài thực vật có hoa trong họ Hoa tím. Loài này được (Radlk.) Melch. miêu tả khoa học đầu tiên năm 1925.